# Mission Extension Vehicle
Mission Extension Vehicle (MEV, аппарат продления миссии) представляет собой концепцию космического аппарата, основное назначение которого продление сроков эксплуатации спутников на геостационарной орбите.
Значительная доля геостационарных аппаратов заканчивает работу в связи с исчерпанием запаса топлива для коррекции орбиты. При этом аппарат может быть технически исправен и сохранять потребительскую актуальность. В связи с дороговизной создания и запуска нового полноценного аппарата появились проекты орбитальных танкеров для дозаправки старых спутников и проекты орбитальных буксиров, корректирующих орбиту старого спутника своими двигателями и запасом топлива. MEV реализуют вторую концепцию — жёстко сцепившись со старым геостационарным спутником, выполняют все необходимые маневры за счет своих двигателей и запаса топлива. Поскольку старые спутники не рассчитаны на работу в такой связке, для стыковки был выбран захват маневрового двигателя старого спутника. 

## История
Идея MEV была предложена компанией ViviSat, являвшейся совместным предприятием двух аэрокосмических фирм US Space и ATK. Создано в 2010 году. В апреле 2016 года компания Vivisat была распущена одним из партнеров, компанией ATK. В 2018 году ATK куплена Northrop Grumman, став Northrop Grumman Innovation Systems. Программа MEV продолжена Northrop Grumman.
В 2011 году свою концепцию продления сроков активного существования спутников предложила также компания MacDonald, Dettwiler and Associates, Ltd (MDA) под названием Space Infrastructure Servicing (SIS), однако два аппарата имели разные технологические принципы работы. MEV должен был механически захватывать спутник, у которого закончилось топливо для двигателей ориентации, и выполнять роль его двигателей ориентации с помощью своих двигателей.. SIS же предлагал осуществлять заправку расходных емкостей спутника. MEV более прост в технологическом плане, что повышает надёжность и снижает риск для владельцев спутников.
ViviSat полагала, что их подход проще и может работать при меньших затратах, чем SIS, при этом имея техническую возможность стыковки с «90% из примерно 450 геостационарных спутников на орбите» тогда как MDA SIS заявлял количество совместимых спутников в менее, чем 75 %.
В 2012 году ViviSat планировала задействовать для этих целей платформу ATK A700.

#### MEV-1
Первый спутник MEV-1 успешно выведен на орбиту 09 октября 2019 года в качестве попутной нагрузки, вместе с аппаратом Eutelsat-5WB с помощью ракеты «Протон-М».
25 февраля 2020 года MEV-1 состыковался со старым телекоммуникационным спутником Intelsat 901, который работал на геостационарной орбите с 2001 года и в 2016 году был переведен на орбиту захоронения. Связка MEV-1 и Intelsat 901 опустилась на геостационарную орбиту (ГСО находится ниже орбиты захоронения), и проработает там 5 лет, после чего MEV-1 вновь переместит Intelsat 901 на орбиту захоронения и продолжит свою миссию с другим аппаратом.

#### MEV-2
Запущен 15 августа 2020 г. ракетой-носителем Ариан-5. С апреля 2021 года обслуживает спутник Intelsat 10-02.

## Запуски
| Дата запуска           | Дата выведения на целевую орбиту | Аппарат | Стартовая площадка                 | Ракета-носитель/разгонный блок | Результат |
| ---------------------- | -------------------------------- | ------- | ---------------------------------- | ------------------------------ | --------- |
| 09.10.2019 в 13:17 мск | 10.10.2019 в 05:12 мск           | MEV-1   | Площадка № 200 космодрома Байконур | Протон-М / Бриз-М              | Успех     |
| 15.08.2020 в 22:04 UTC |                                  | MEV-2   | ELA-3, космодром Куру              | Ariane-5ECA                    | Успех     |